# 呂思清
呂 思清 （リュ・スーチン、Si-Qing Lu、1969年11月26日 - ）は中国のヴァイオリニスト。

## 経歴
山東省・青島市生まれ。1973年4歳で父と叔父からバイオリンを学び、学院創設史上初最年少の8歳で中央音楽学院に入学、王振山に師事。　1981年 11歳でメニューイン音楽院に留学、マーガレット・ノリスに師事。　14歳で再び中央音楽学院にて学ぶ。 1987年17歳で第34回パガニーニ国際コンクール優勝。1990年 ジュリアード学院入学、ドロシー・ディレイに師事。

## 使用楽器
1727年製作のストラディバリウス、ex.グリューミオ